# Добро пожаловать в Тонмакколь
«Добро пожаловать в Тонмакколь» (кор. 웰컴 투 동막골, Welkeom tu dongmakgol) — южнокорейский трагикомедийный военный фильм режиссёра Пак Кван Хёна. Поставлен по спектаклю Чан Джина. 
В 2005 году картина была выдвинута от Южной Кореи на соискание премии «Оскар» в категории «Лучший фильм на иностранном языке», но не попала в список номинантов.

## Сюжет
Действие картины начинается в сентябре 1950 года. В самом разгаре Корейская война; войска США и Южной Кореи высадились под Инчхоном и начали наступление с Пусанского плацдарма, нанеся силам Корейской народной армии серьёзное поражение, окружив и рассеяв ряд её частей. Самолёт американского лётчика Нила Смита терпит крушение, а сам он, раненый, попадает в затерянную в корейских горах деревушку Тонмакколь, не знающую о войне. Сюда же приходят двое солдат-южнокорейцев — лейтенант Пё и солдат-санитар Мун. Трое северокорейских военных, командир Ри, пожилой ефрейтор Чан и молодой солдат Со, отступая, встречают странную девушку с цветком в волосах. Следуя за ней, они тоже попадают в Тонмакколь. Мирная жизнь вдали от войны мирит бывших врагов; совместная работа помогает им сдружиться, а когда приходит время — и защитить деревню от уничтожения.

## В ролях
- Девушка (Ё Иль) — Кан Хё Чжон

Северяне:
- Старший лейтенант Ри Су Хва — Чон Чжэ Ён
- Ефрейтор Чан Ён Хи  — Лим Ха Рён
- Рядовой Со Тхэк Ки  — Рю Док Хван

Южане:
- Лейтенант Пё Хён Чхоль — Син Ха Гюн
- Рядовой Мун Сан Сан — Со Чжэ Гён
- Капитан Нил Смит (американский лётчик) — Стив Тэшлер

## Награды и номинации
| Год  | Наименование награды                                | Категория                               | Получатель                     | Результат |
| ---- | --------------------------------------------------- | --------------------------------------- | ------------------------------ | --------- |
| 2005 | «Голубой дракон »                                   | Лучший фильм                            |                                | Номинация |
| 2005 | «Голубой дракон »                                   | Лучший актёр второго плана              | Лим Ха Рён                     | Победа    |
| 2005 | «Голубой дракон »                                   | Лучшая актриса второго плана            | Кан Хё Чжон                    | Победа    |
| 2005 | «Голубой дракон »                                   | Лучший сценарий                         | Чан Джин Пак Кван Хён Ким Чжун | Номинация |
| 2005 | «Голубой дракон »                                   | Лучшая работа художника                 | Ли Чжун Сын                    | Номинация |
| 2005 | «Голубой дракон »                                   | Лучшая музыка                           | Дзё Хисаиси                    | Номинация |
| 2005 | «Голубой дракон »                                   | Лучшие визуальные эффекты               | Чо И Сок                       | Номинация |
| 2005 | «Голубой дракон »                                   | Лучший новый режиссёр                   | Пак Кван Хён                   | Номинация |
| 2005 | «Голубой дракон »                                   | Выбор зрителей (Самый популярный фильм) |                                | Победа    |
| 2005 | Корейская кинопремия                                | Лучший фильм                            |                                | Победа    |
| 2005 | Корейская кинопремия                                | Лучший режиссёр                         | Пак Кван Хён                   | Победа    |
| 2005 | Корейская кинопремия                                | Лучший актёр                            | Чон Чжэ Ён                     | Номинация |
| 2005 | Корейская кинопремия                                | Лучший актёр второго плана              | Лим Ха Рёе                     | Номинация |
| 2005 | Корейская кинопремия                                | Лучшая актриса второго плана            | Кан Хё Чжон                    | Победа    |
| 2005 | Корейская кинопремия                                | Лучший сценарий                         | Чан Джин Пак Кван Хён Ким Чжун | Победа    |
| 2005 | Корейская кинопремия                                | Лучшая операторская работа              | Чхве Сан Хо                    | Номинация |
| 2005 | Корейская кинопремия                                | Лучший монтаж                           | Чхве Мин Ён                    | Номинация |
| 2005 | Корейская кинопремия                                | Лучшая музыка                           | Дзё Хисаиси                    | Победа    |
| 2005 | Корейская кинопремия                                | Лучшие визуальные эффекты               | Чо И Сок                       | Номинация |
| 2005 | Корейская кинопремия                                | Лучший новый режиссёр                   | Пак Кван Хён                   | Победа    |
| 2005 | Корейская кинопремия                                | Лучший новый актёр                      | Рю Док Хван                    | Номинация |
| 2005 | Director's Cut Awards                               | Лучший актёр                            | Чан Чжэ Ён                     | Победа    |
| 2006 | «Baeksang Arts Awards»                              | Лучший новый режиссёр                   | Пак Кван Хён                   | Номинация |
| 2006 | «Большой колокол»                                   | Лучший фильм                            |                                | Номинация |
| 2006 | «Большой колокол»                                   | Лучший актёр второго плана              | Лим Ха Рёе                     | Номинация |
| 2006 | «Большой колокол»                                   | Лучшая актриса второго плана            | Кан Хё Чжон                    | Победа    |
| 2006 | «Большой колокол»                                   | Лучший сценарий                         | Чан Джин Пак Кван Хён Ким Чжун | Номинация |
| 2006 | «Большой колокол»                                   | Лучшая музыка                           | Дзё Хисаиси                    | Номинация |
| 2006 | «Большой колокол»                                   | Лучшие визуальные эффекты               | Чо И Сок                       | Номинация |
| 2006 | «Большой колокол»                                   | Лучший звук                             | Blue Cap                       | Номинация |
| 2006 | «Большой колокол»                                   | Лучший новый режиссёр                   | Пак Кван Хён                   | Номинация |
| 2006 | Фестиваль кино Дальнего Востока в итальянском Удине | Приз зрительских симпатий               | Пак Кван Хён                   | Победа    |